# Alto Parnaíba
Pour les articles homonymes, voir Alto (toponyme) et Parnaíba.
Alto Parnaíba est une ville située dans l'extrême sud de l'État brésilien du Maranhão. Sa population est estimée à 10 091 habitants (2004).
Alto Parnaíba possède un aéroport (code AITA : APY).

## Histoire
La ville fut fondée le 19 mai 1866 avec le nom de "Vila de Nossa Senhora das Vitórias", après une dotation de terres à l'Église par le fermier Francisco Luiz de Freitas et sa femme Micaela de Abreu Freitas.

## Maires

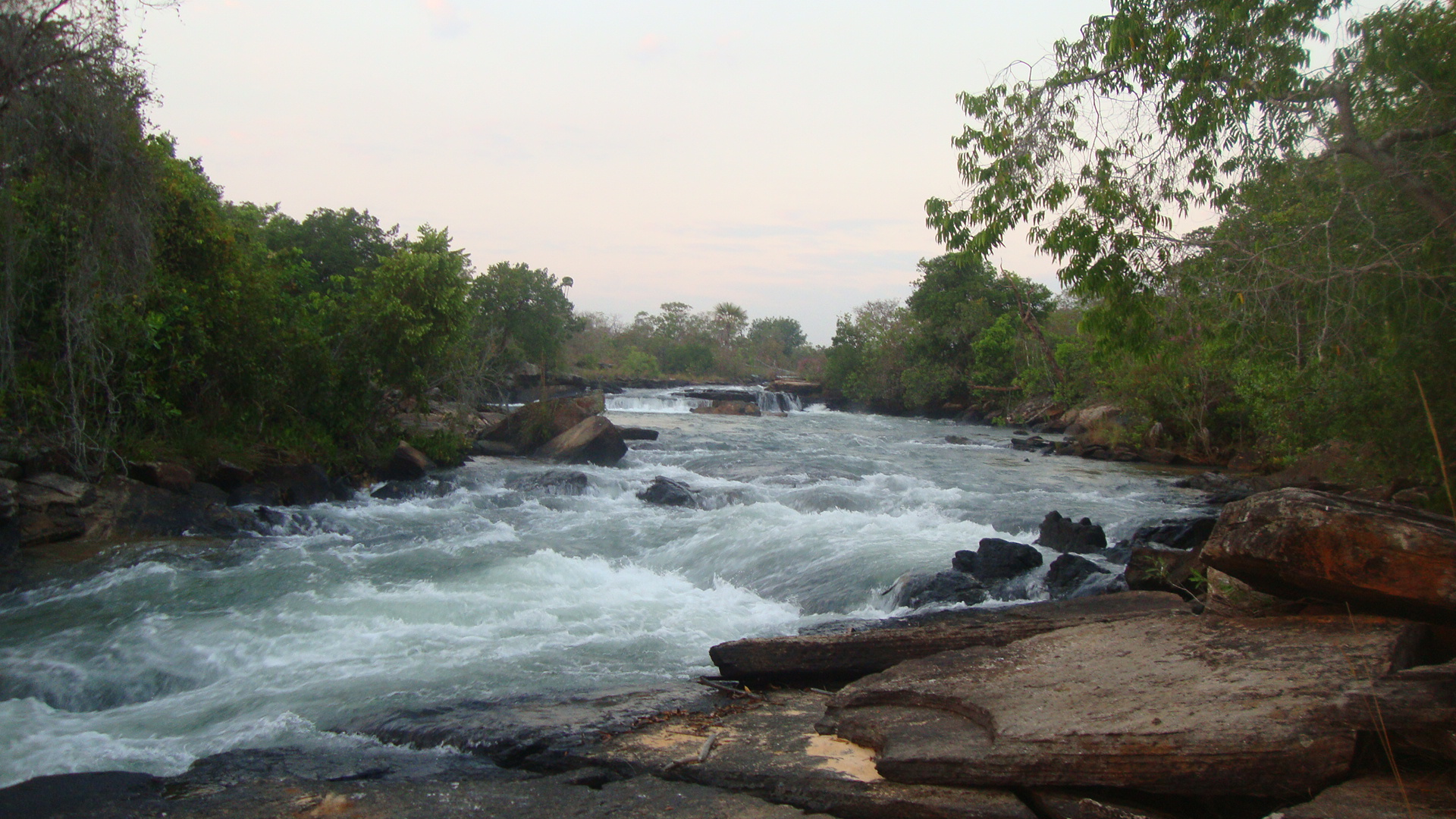
Cascade de Tabocas

| Période | Période | Identité      | Étiquette | Qualité |
| ------- | ------- | ------------- | --------- | ------- |
| 2009    | 2012    | Ernani Soares | PSDB      |         |